# Châtillon (Ródano)
Châtillon, también conocido como Châtillon-d'Azergues, es una comuna francesa situada en el departamento de Ródano, de la región de Auvernia-Ródano-Alpes.

## Demografía
| 1 075 | 1 211 | 1 381 | 1 446 | 1 591 | 1 873 | 2 093 | 2 178 |
| Para los censos de 1962 a 1999 la población legal corresponde a la población sin duplicidades (Fuente: INSEE [Consultar]) |       |       |       |       |       |       |       |